# Calliphora stelviana
Calliphora stelviana este o specie de muște din genul Calliphora, familia Calliphoridae. A fost descrisă pentru prima dată de Brauer și Julius Edler von Bergenstamm în anul 1891.
Este endemică în Austria. Conform Catalogue of Life specia Calliphora stelviana nu are subspecii cunoscute.